# Nils Oskar Alm
Nils Oskar Alm, tidigare Pehrsson, född 16 februari 1850 i Norsjö, död 23 december 1923 i Boden, Överluleå socken, var en svensk småskollärare, kantor och orgelbyggare.

## Biografi
Alm föddes i Bastujärn, Norsjö socken 1850. Han var son till bonden Pehr Johan Jacobsson och Anna Lisa Lindström.
När Alm var 17 år fick han anställning hos orgelbyggaren Johan Gustaf Ek i Torp. Redan då hade han tillverkat en piporgel på egen hand. Efter det byggde hans orglar tillsammans med sin bror Petter Alm. 
År 1868 flyttade han till Bjurträsk och arbetade där som dräng hos bonden och orgelbyggaren Olof Andersson. Alm flyttade hem till sina föräldrar 1869. Han flyttade tillsammans med sin bror Johan Jacob Alm till Grelsbyn i Överkalix socken 1871. Där han arbetade som småskollärare, men de flyttade hem samma år.
Den 14 januari 1875 gifte sig Alm med Sara Ask, dotter till bonden och orgelbyggaren Johan Andersson Ask och Sara Helena Rehnberg i Bjurträsk. Det nygifta paret flyttade samma år till Boden 4 i Överluleå socken där han började arbeta som kantor, organist, klockare och folkskollärare.
År 1890 fick han ett statsstipendium för studier utomlands, var ett och ett halvt år utomlands i Tyskland och studerade orgeltekniska nyheter på kontinenten. När han kom tillbaka till Sverige fick han tjänst i Boden som kantor och kom fram till 1918 att bygga ett 20-tal orglar i Norrland.
Alm avled den 23 december 1923 och begravdes den 2 januari 1924. Efter Alms död övertogs verksamheten av brorsonen Elias Alm i Norsjö. Nils Oskar Alm är begravd på Gamla kyrkogården vid Överluleå kyrka.

## Lista över orglar
| År        | Ursprunglig kyrka               | Stift      | Bild | Manualer | Pedal        | Stämmor | Bevarad orgel/fasad | Övrigt |
| --------- | ------------------------------- | ---------- | ---- | -------- | ------------ | ------- | ------------------- | --- |
| 1867/1865 | Överkalix kyrka                 | Luleå      |      |          |              | 16      | Nej/Nej             | Byggdes tillsammans med Petter Alm, Norsjö. Orgeln förstördes vid kyrkans brand. |
| 1876      | Norra Bredåkers församlingsgård | Luleå      |      | 1        | -            | 3       | Ja/Ja               | |
| 1878      | Glommerträsks kyrka             | Luleå      |      |          |              |         | Ja/Ja               | Byggdes tillsammans med Petter Alm, Norsjö. En ny orgel byggdes 1954 av Grönlunds Orgelbyggeri, Gammelstad. 1878 års orgel finns i ombyggt skick hos vaktmästaren Evert Edström, Glommersträsk. |
| 1883      | Arjeplogs kyrka                 | Luleå      |      |          |              | 5       | Nej/Nej             | En ny orgel byggdes 1897 av samma orgelbyggare. |
| 1884      | Ulvö fiskarekapell              | Härnösands |      | 1        | -            | 2       | Ja/Ja               | 1980 flyttades orgeln till Ulvö kyrka där den kom att stå i koret. samma år renoverades orgeln av Ernst Maul, Njurunda socken. |
| 1886      | Stensele kyrka                  | Luleå      |      | 1        | Självständig | 10      | Jaj/Nej             | Byggdes tillsammans med Petter Alm, Norsjö. Blev invigd med kyrkan 19 augusti 1886. Den gamla orgeln står bevarad i kyrkan med en tejpbit på där det står: "Kyrkans första orgel byggd 1886". De 10 stämmorna är: (utdragbara reglage på vänster sida om manualen) Octava 2", Flöjt 8", Tvärflöjt 8", Subbas 16", Principal 8"; (utdragbara reglage höger sida om manualen) Gamba 8", Qvinta 3", Borduna 16", Oktava 4", Violon 8". En ny orgel byggdes 1955 av Grönlunds Orgelbyggeri, Gammelstad. |
| 1888      | Edefors kyrka                   | Luleå      |      | 2        | Självständig | 13      | Nej/Nej             | Byggdes tillsammans med Petter Alm. Orgeln började redan obesiktigad användas vid julottan annandag jul 1887 då kyrkan också stod färdig. Orgeln besiktigades och avprovades 11 augusti 1888 av musikdirektör Claes Lagerqwist i Umeå som gav den gott betyg och godkänt. Orgeln hade 8 stämmor i första och 3 stämmor i andra manualen samt 2 stämmor i pedalen. Manualklaveren hade 54 toners utläggning och pedalen 25 toner. Orgeln var försedd med 3 kubformiga bälgar. Den hade en jämn touch och jämn ton för varje stämma. Orgeln var stark och väljudande samt målad i färger som överensstämde med kyrkans färger i ljusgult med guldornering. Anbud för en orgel till den pågående kyrkobyggnationen infordrades redan i december 1886 där N. O. Alms anbud var det lägsta. Orgeln förstördes i kyrkans brand 1918. |
| 1888      | Jokkmokks nya kyrka             | Luleå      |      | 1        | Självständig | 10      | Nej/Ja              | En ny orgel byggdes 1949 av Grönlunds Orgelfabrik, Notviken. |
| 1890      | Malå kyrka                      | Luleå      |      | 1        | Självständig | 6       | Nej/Ja              | En ny orgel byggdes 1954 av Grönlunds Orgelbyggeri, Gammelstad. |
| 1890      | Bygdeå kyrka                    | Luleå      |      | 2        |              | 10      |                     | Orgeln flyttades 1931 till Överklintens kyrka. En ny orgel flyttades 1953 till Överklintens kyrka av Grönlunds Orgelbyggeri, Gammelstad. |
| 1893      | Hietaniemi kyrka                |            |      |          |              |         |                     | Ombyggnation. |
| 1894–1896 | Överluleå kyrka                 | Luleå      |      |          |              | 22      | Nej/Ja              | En ny orgel byggdes 1943 av Åkerman & Lunds Nya Orgelfabriks AB, Sundbybergs stad. |
| 1894      | Råneå kyrka                     | Luleå      |      | 2        | Självständig | 13      | Nej/Nej             | En ny orgel byggdes 1957 av Grönlunds Orgelbyggeri, Gammelstad. |
| 1895      | Norsjö kyrka                    | Luleå      |      |          |              |         | Nej/Nej             | Orgeln förstördes i en brand 1911. |
| 1897      | Arjeplogs kyrka                 | Luleå      |      | 2        | Självständig | 12      | Nej/Nej             | En ny orgel byggdes 1960 av Grönlunds Orgelbyggeri, Gammelstad. |
| 1898      | Nedertorneå kyrka               |            |      |          |              |         |                     | |
| 1899      | Piteå stadskyrka                | Luleå      |      | 2        |              | 11 1/2  | Nej/Ja              | Till orgeln användes en fasad från 1755 års orgel. 1934 byggdes orgeln om och till av Bo Wedrup, Uppsala och fick 38 stämmor, tre manualer och pedal. En ny orgel byggdes 1951 av Grönlunds Orgelbyggeri, Gammelstad. |
| 1900/1901 | Hemsö kyrka                     | Härnösands |      | 1        | Självständig | 8       | Nej/Ja              | Ett nytt orgelverk byggdes 1953 av Werner Bosch, Kassel, Tyskland. |
| 1900      | Sorsele kyrka                   | Luleå      |      |          |              |         |                     | Orgeln byggdes om 1942 av J.W. Grönlund, Kåge och fick då 16 stämmor, två manualer och pedal. 1973 byggde Grönlunds orgelbyggeri, Gammelstad en ny orgel. |
| 1902      | Arvidsjaurs kyrka               | Luleå      |      | 2        | Självständig | 15      | Nej/Ja              | En ny orgel byggdes 1954 av Grönlunds Orgelbyggeri, Gammelstad. |
| 1905/1900 | Nysätra kyrka                   | Luleå      |      | 2        | Självständig | 10      | Nej/Nej             | En ny orgel byggdes 1959 av Åkerman & Lunds Nya Orgelfabriks AB, Knivsta. |
| 1907/1905 | Sävars kyrka                    | Luleå      |      |          |              |         | Nej/Nej             | En ny orgel byggdes 1934 av E A Setterquist & Son, Örebro. |
| 1909      | Örträsks kyrka                  | Luleå      |      | 1        | Självständig | 6       |                     | 1943 flyttades orgeln till Nyåkers kyrka. En elorgel från Holmsjö byggdes 1972. |
| 1912      | Norrfjärdens kyrka              | Luleå      |      |          |              |         |                     | |
| 1915      | Vindelns kyrka                  | Luleå      |      | 2        | Självständig | 20      | Nej/Nej             | Orgeln renoverades 1936 av J W Grönlund, Kåge och 1942 av Bo Wedrup, Uppsala. En ny orgel byggdes 1963 av Grönlunds Orgelbyggeri, Gammelstad. |
| 1915      | Degerfors kyrka                 |            |      |          |              |         |                     | Rimligen samma som Vindelns kyrka då den ligger i Degerfors socken |
| 1917      | Hortlax kyrka                   | Luleå      |      | 2        | Självständig | 14      | Nej/Nej             | Orgeln ombyggdes och tillbyggdes 1942 av J.W. Grönlund, Kåge och fick då 21 stämmor, två manualer och pedal. En ny orgel byggdes 1975 av Grönlunds Orgelbyggeri AB, Gammelstad. |
| 1918      | Nordsjö kyrka                   |            |      |          |              |         |                     | Ombyggnation. |

### Ombyggnationer
| År   | Ursprunglig kyrka | Stift      | Bild | Manualer | Pedal        | Stämmor | Bevarad orgel/fasad | Övrigt |
| ---- | ----------------- | ---------- | ---- | -------- | ------------ | ------- | ------------------- | --- |
| 1898 | Haparanda kyrka   | Luleå      |      | 2        | Självständig | 13      | Nej/Nej             | 1858 byggde Johan Gustaf Ek, Torpshammar en orgel med 9 stämmor. Den byggdes om 1898 av Alm. En ny orgel byggdes 1972 av Grönlunds Orgelbyggeri, Gammelstad. |
| 1901 | Sidensjö kyrka    | Härnösands |      |          |              | 13      | Ja (delvis)/Ja      | Orgeln var byggd 1896–1897 av Anders Victor Lundahl, Stockholm och hade 12 stämmor, en manual och självständig pedal. 1901 tillbyggdes och ombyggdes orgeln av Alm. Den fick då 13 stämmor. 1945 byggdes en ny orgel av Åkerman & Lunds Nya Orgelfabriks AB, Sundbybergs stad.            |
| 1909 | Lövångers kyrka   | Luleå      |      | 2        |              | 14      | Nej/Nej             | En orgel byggdes 1865 av Per Larsson Åkerman, Stockholm och hade 10 stämmor och en manual. Alm byggde om orgeln 1909. 1944 byggdes orgeln om av Grönlunds Orgelfabrik, Notviken till 20 stämmor, och två manualer. En ny orgel byggdes 1967 av Grönlunds Orgelbyggeri, Gammelstad.        |
| 1922 | Nederluleå kyrka  | Luleå      |      |          |              |         | Nej/Nej             | 1862 byggde Johan Gustaf Ek, Torpshammar en orgel med 20 stämmor och två manualer. Orgeln byggdes om 1922 av Alm och 1936 av Åkerman & Lunds Nya Orgelfabriks AB, Sundbybergs stad och fick då 23 stämmor och 2 manualer. En ny orgel byggdes 1971 av Grönlunds Orgelbyggeri, Gammelstad. |

## Medarbetare
Anton Vahlgren (1863-) var mellan 1885 och 1886 snickargesäll hos Alm.